# Севастопольская мечеть
Севастопольская мечеть (Акъяр Джами) — соборная мечеть в городе Севастополе, памятник архитектуры. Расположена в Ленинском районе города по адресу: улица Кулакова, дом 31. Сооружена в течение 1909—1914 годов по проекту городского архитектора Севастополя — Александра Михайловича Вейзена.

## История

### Предыстория
В 1900 году на территории Севастопольского градоначальства проживало 63 тысячи 117 человек, из них 957 мусульман. В начале XX век город активно застраивался, особенно власть поощряла возведение культовых учреждений. Открылись новые православные храмы, лютеранская кирха, строилась также караимская кенасса.

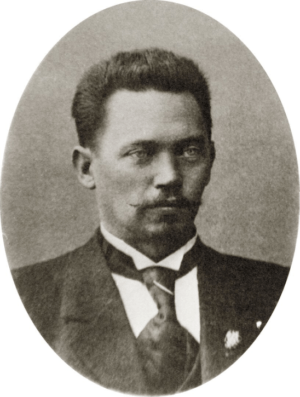
Архитектор А. М. Вейзен

Представители мусульманского общества дважды в 1901 и 1905 годах ходатайствовали перед городской управой о выделении участка земли для строительства мечети. В 1907 году было получено разрешение на постройку большой мечети на Соборной улице, рядом с женской гимназией (ныне район улицы Суворова на Центральном городском холме). Однако решение было изменено, и закладка мечети состоялась в присутствии градоначальника Кульстрема С. К., представителей администраций общественных учреждений, мусульманского духовенства, офицеров-мусульман севастопольского гарнизона и других приглашенных 28 июня 1909 года на улице Азовской, 43 (ныне Кулакова, 31).
Проект разработал севастопольский городской архитектор А. М. Вейзен, классный художник 1-го класса, автор проектов лютеранской кирхи, караимской кенассы и нескольких церквей в Севастополе.

### Строительство и открытие
Мечеть сооружалась подрядным способом, подрядчиком Абрамовым, при участии строительного комитета во главе с Сеит-Али Сенаджиевым. На строительство было ассигновано из вакуфного капитала 14 тысяч рублей. Остальные средства были собраны путем добровольных пожертвований, которые поступали в местное мусульманское общество.
Надпись над порталом мечети говорит о том, что мечеть строилась с 1909 по 1912 год в память императора Александра III. Однако фактически — по объективным причинам: из-за сложной экономической и политической обстановки в стране (выборы в Государственную думу, война на Балканах), и как следствие — нехватка средств — строительство мечети затянулось ещё на два года, хотя иногда в недостроенной мечети по большим праздникам проходили богослужения (например, на 100-летие войны 1812 года).
Торжественное открытие и освящение мечети состоялась 20 апреля 1914 года. Мечеть была украшена флагами, коврами и гирляндами цветов. На открытии присутствовали: временный генерал-губернатор, главный командир севастопольского порта и начальника гарнизона Севастополя вице-адмирал Н. С. Маньковский, градоначальник города Сергей Иванович Бурлей, комендант севастопольской крепости генерал-майор Коркашвили, полицмейстер Бочаров, мэр Н. Ф. Ергопуло, бахчисарайский председатель Крымтаев, турецкий консул Ахмед-Джамиль-бей, архитектор градоначальства Г. Н. Долин, члены управы, гласные городской думы, представители мусульманского духовенства, офицеры мусульмане севастопольского гарнизона и другие. Мечеть имела двойной статус: была гражданской и военной одновременно.

### Деятельность
Муллой гражданского населения стал Рахимов Юсуф Исмаилович, ахуном (военным священником) Черноморского флота — Мухаммад-Захир Замалетдинов. При мечети было открыто Общество пособия бедным мусульманам, действовала мусульманская школа — мектеб, где в 1913 году обучалось 39 учеников.
С установлением советской власти в Севастополе в 1920 году, мечеть была передана в аренду мусульманам города и действовала до её закрытия в 1938 году. Сначала здание использовалось как склад, потом некоторое время дом использовали как кинотеатр. Во время Великой Отечественной войны здание сильно пострадало. В 1946 году город отдал здание мечети Черноморскому флоту. Чтобы не видно было, что это мечеть, в 1948 году двумя танками и канатом был срезан минарет, стёрты все надписи арабский и русском языках, а также зубчики, что были по периметру, были уничтожены. В здании стал работать Архив Черноморского флота.
С распадом Советского Союза, мечеть вернули мусульманской общине города. Начиная с 1992 года здесь регулярно проводятся мусульманские службы. Позднее на пожертвования прихожан и сочувствующих началось планомерное восстановление мечети. В 2000 году потомственными турецкими строителями-камнетёсами по типовому проекту построен новый минарет. Высота его от земли — 40 метров, от крыши мечети — 26 метров. Сейчас в здании проводятся все необходимые религиозные обряды, а сама мечеть воссоздана практически в первозданном виде.